# Lila Downs
Lila Downs (sinh ngày 19 tháng 9 năm 1968) là một ca sĩ, nhạc sĩ-Mexico. Cô biểu diễn tác phẩm của cô sáng tác cũng như âm nhạc truyền thống và đại chúng Mexico. Cô cũng kết hợp các ảnh hưởng bản địa Mexico và đã thu âm bài hát trong các ngôn ngữ bản địa như Zapotec, Maya, Nahuatl và P'urhépecha.
Album đầu tay của cô, La Sandunga, được phát hành vào năm 1999 và đạt được thành công quốc tế trong năm 2001 với album Border.
Lila Downs sinh ngày 19 tháng 9 năm 1968 ở Tlaxiaco, Mexico, con gái của Anita Sanchez, một ca sĩ quán rượu Mixtec và Allen Downs, một giáo sư nghệ thuật và điện ảnh người Mỹ gốc Anh từ Minnesota. Từ khi còn nhỏ Lila đã thể hiện mối quan tâm đối với âm nhạc, lúc lên tám tuổi, cô bắt đầu hát rancheras và các bài hát truyền thống khác Mexico. Cô bắt đầu sự nghiệp âm nhạc của cô hát với mariachis. Tại mười bốn, cô chuyển đến Hoa Kỳ với cha mẹ. Cô học thanh nhạc ở Los Angeles và học tiếng Anh, cha cô đã giúp cô hoàn thiện tiếng Anh. Khi cô được 16 tuổi cha cô qua đời và sau khi sự kiện này, cô quyết định trở về Tlaxiaco quê hương của mình với mẹ.
Một ngày nọ, trong khi cô đang làm việc tại một cửa hàng ở vùng núi Mixtec một người đàn ông yêu cầu cô dịch Giấy chứng tử của con trai ông. Cô đọc thấy rằng anh này đã bị chết đuối khi cố gắng để vượt qua biên giới vào Hoa Kỳ. Điều này ảnh hưởng sâu sắc với cô ấy rằng nó vẫn tiếp tục ảnh hưởng đến sáng tác của cô trong suốt sự nghiệp của mình. Cô nói về điều này trong một cuộc phỏng vấn NPR Lila Downs: Biên giới.
Mặc dù ngày nay Downs tự hào về nguồn gốc của mình đã có một thời gian khi cô cảm thấy xấu hổ về nguồn gốc người Mỹ bản địa. "Tôi đã xấu hổ khi có máu người Anh Điêng. Tôi đã xấu hổ mà mẹ tôi nói ngôn ngữ của mình ở nơi công cộng." Điều này dẫn cô vào một con đường để tìm thấy chính mình, trong đó bao gồm bỏ trường đại học, nhuộm tóc vàng tóc của cô và theo ban nhạc, The Grateful Dead. Sau một thời gian, Downs trở lại trong Oaxaca làm việc tại cửa hàng phụ tùng ô tô của mẹ cô, nơi cô gặp người chồng tương lai của mình và cộng tác viên âm nhạc, Paul Cohen.
Downs nghiên cứu Nhân chủng học và thanh nhạc tại Đại học Minnesota và tham dự Đại học tự trị Benito Juárez của Oaxaca để hoàn tất việc học của mình.